# 舒瓦耶-达尔德奈
舒瓦耶-达尔德奈（法語：Choilley-Dardenay，法語發音：[ʃwajɛ daʁdənɛ]）是法国上马恩省的一个市镇，属于朗格勒区。该市镇于1973年由原市镇舒瓦耶（Choilley）和达尔德奈（Dardenay）合并而成。

## 地理
舒瓦耶-达尔德奈（47°39'50"N, 5°21'14"E）面积17.56 平方千米，位于法国大東部大區上马恩省，该省份为法国东北部内陆省份，北起马恩省和默兹省，西接奥布省，西南接科多尔省，东南接上索恩省，东临孚日省。
与舒瓦耶-达尔德奈接壤的市镇（或旧市镇、城区）包括：伊索姆、尚普利特、库布朗、屈塞、多马里安、勒蒙索若奈。

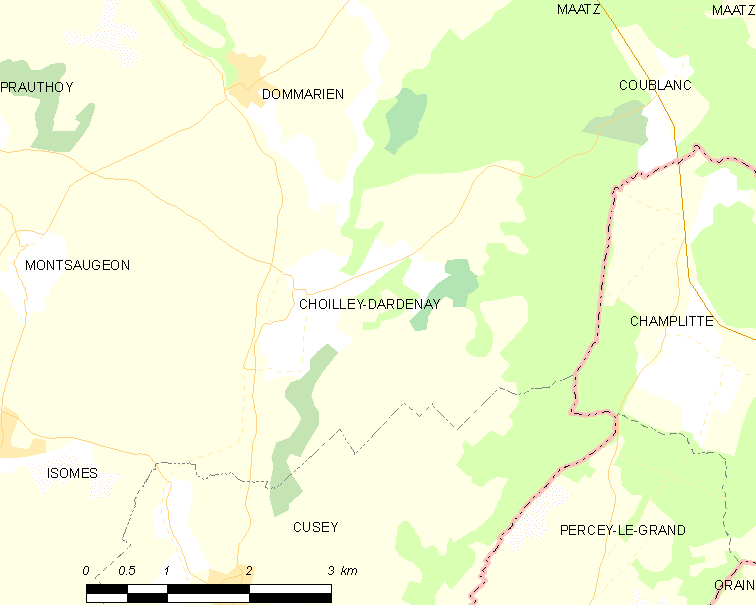
舒瓦耶-达尔德奈的OSM定位图

舒瓦耶-达尔德奈的时区为UTC+01:00、UTC+02:00（夏令时）。

## 行政
舒瓦耶-达尔德奈的邮政编码为52190，INSEE市镇编码为52126。

## 政治
舒瓦耶-达尔德奈所属的省级选区为维勒居西安勒拉克县。

## 人口

1962-2008年间舒瓦耶-达尔德奈人口变化图示

舒瓦耶-达尔德奈于2022年1月1日时的人口数量为158人。